# Emarginata sinuata
Emarginata sinuata là một loài chim trong họ Muscicapidae.